# Hône
 Hône  Olaszország Valle d’Aosta régiójának egy községe.Az egyetlen olasz település, amelynek neve “H” betűvel kezdődik.

## Földrajza

Hône község Valle d'Aosta térképén

A vele szomszédos települések: Arnad, Bard, Donnas és Pontboset.